# Crocidura sibirica
Crocidura sibirica es una especie de musaraña (mamífero placentario de la familia Soricidae).

## Distribución geográfica
Se encuentra en Rusia, China, Kazajistán, Kirguistán y Mongolia.

## Estado de conservación
Es considerada como una clase de plaga y, por lo tanto, perseguida.